# Туміна Ніна Петрівна
Туміна Ніна Петрівна (нар. 1911 — † ?) — український художник по костюмах.
Народ. 18 квітня 1911 р. в Житомирі. Закінчила Академію мистецтв (1935, Загреб, Югославія).
Працювала в галузі книжкової та журнальної графіки, театрального та кінодекораційного мистецтва.
Була членом Спілки художників України. Виїхала до Болгарії.

## Фільмографія
Оформила фільми:
- «Сватання на Гончарівці» (1958)
- «Таврія» (1959)
- «Спадкоємці» (1960)
- «Новели Красного дому» (1964, декорації)
- «Місяць травень» (1965, у співавт. з Г. Прокопцем)
- «Театр і поклонники» (1966).